# Jackson Whistle
Jackson Whistle (* 9. Juni 1995 in Kelowna, British Columbia) ist ein kanadisch-britischer Eishockeytorwart, der seit 2021 erneut bei den Belfast Giants in der Elite Ice Hockey League unter Vertrag steht. Sein Bruder Brandon ist ebenfalls britischer Nationalspieler. Der Vater David war ebenfalls ein professioneller Eishockeyspieler und als Trainer unter anderem für die Iserlohn Roosters tätig.

## Karriere
Jackson Whistle begann seine Karriere beim Pursuit of Excellence in seiner Heimatstadt. 2011 gewann er mit dem Team British Columbia die Canada Winter Games. Nachdem er die Spielzeit 2011/12 bei den Vancouver Giants aus der Western Hockey League, die ihn 2010 beim WHL Bantam Draft in der vierten Runde als insgesamt 79. Spieler ausgewählt hatten, verbracht hatte, wechselte er 2012 zum Ligakonkurrenten Kelowna Rockets. Mit dem Team aus seiner Heimatstadt konnte er 2015 den Ed Chynoweth Cup gewinnen. Er selbst erreichte dabei nach Carter Hart von den Everett Silvertips und Taran Kozun von den Seattle Thunderbirds die drittbeste Gegentorrate der Western Hockey League. Beim Memorial Cup 2015, dem Endturnier der Meister aller drei Ligen der Canadian Hockey League, erreichte er mit den Rockets das Finale, das mit 1:2 nach Verlängerung gegen die Oshawa Generals verloren wurde. Er selbst erreichte die zweitbeste Fangquote des Memorial Cups nach Ken Appleby von den siegreichen Oshawa Generals.
Nach dem Ende seiner Juniorenzeit wechselte Whistle 2016 in das Vereinigte Königreich, wo er zunächst zwei Jahre für die Belfast Giants spielte, mit denen er 2018 den Challenge Cup der Elite Ice Hockey League gewann. 2018 ging er zum Ligakonkurrenten Sheffield Steelers. Nach nur einem Jahr verließ er die Steelers wieder und schloss sich den Nottingham Panthers an. Mit dem Klub aus der Robin-Hood-Stadt gewann er 2021 die Hauptrunde der EIHL, woran er mit der besten Fangquote und dem geringsten Gegentorschnitt der Liga maßgeblichen Anteil hatte. Folgerichtig wurde er auch zum besten Torhüter und in das All-Star-Team der Liga gewählt. Nach diesem Erfolg kehrte er in die nordirische Hauptstadt zurück und gewann mit den Giants 2022 und 2023 jeweils sowohl die EIHL, als auch den EIHL-Cup. 2023 gewann er mit den Giants auch die Playoffs und wurde damit auch britischer Meister.

### International
Für die britische Eishockeynationalmannschaft spielte Whistle erstmals bei der Weltmeisterschaft der Division I 2018, als die Briten erstmals nach dem Abstieg 1994 wieder in die höchste Stufe der Weltmeisterschaften aufstiegen. Er selbst spielte lediglich beim 1:6 gegen Kasachstan, als er gut 14 Minuten vor Schluss beim Stand von 1:5 für Stammtorwart Ben Bowns eingewechselt wurde. Bei den Weltmeisterschaften 2019, 2021 und 2022 spielte er dann in der Top-Division. Nach dem Abstieg 2022 gehörte er 2023 zur britischen Mannschaft in der Division I, kam aber nicht zum Einsatz. Bei der Olympiaqualifikation für die Winterspiele in Peking 2022 gehörte er zwar zum britischen Kader, wurde aber ebenfalls nicht eingesetzt.  

## Erfolge und Auszeichnungen
- 2011 Gewinn der Canada Winter Games mit dem Team British Columbia
- 2015 Gewinn der Western Hockey League (Ed Chynoweth Cup) mit den Kelowna Rockets
- 2018 Gewinn des Challenge Cups mit den Belfast Giants
- 2018 Aufstieg in die Top-Division bei der Weltmeisterschaft der Division I, Gruppe A
- 2021 Gewinn der EIHL-Hauptrunde mit den Nottingham Panthers
- 2021 Beste Fangquote, geringster Gegentorschnitt, bester Torhüter und All-Star-Team der EIHL
- 2022 Gewinn der EIHL und des EIHL-Cups mit den Belfast Giants
- 2023 Gewinn der EIHL, der EIHL-Playoffs und des EIHL-Cups mit den Belfast Giants
- 2023 Aufstieg in die Top-Division bei der Weltmeisterschaft der Division I, Gruppe A